# Grote Muur in Hercules–Corona Borealis
De Grote Muur in Hercules-Corona Borealis is momenteel de grootste bekende structuur in het waarneembaar universum.
Het is een immense superstructuur van sterrenstelsels met afmetingen van meer dan 10.000.000.000 lj.
De muur is in november 2013 ontdekt met behulp van onder andere de SWIFT telescoop.